# Брэдфорд, Томас
Генерал-лейтенант сэр Томас Брэдфорд (1 декабря 1777 — 28 ноября 1853) был офицером британской армии, участвовавшим в Пиренейских войнах.

## Военная карьера
Брэдфорд был назначен энсином в 4-й Королевский пехотный полк в октябре 1793 года без покупки чина. Принимал участие в подавлении ирландского восстания 1798 года, экспедиции в Буэнос-Айрес 1806 года, а также в битве при Вимейру в 1808 году, битве при Ла-Корунье в 1809 году и битве при Саламанке в 1812 году во время Пиренейских войн. Он командовал португальской дивизией в битве при Витории, битве при Сан-Себастьяне и битве при Ниве в 1813 году. За свою службу в Пиренеях он был награждён золотой медалью с одной накладкой.
Стал главнокомандующим 7-й дивизией оккупационной армии во Франции в 1815 году, главнокомандующим Шотландии в 1819 году и главнокомандующим Бомбейской армией с 1825 по 1829 год.
Затем он был полковником 94-го пехотного полка (1823-29) и, после возвращения в Англию, полковником 30-го пехотного полка (1829-46).
В 1846 году он стал полковником 4-го пехотного полка и оставался в этой должности до своей смерти в 1853 году.

## Семья
Женился на Мэри, дочери Джеймса Аткинсона из Ньюкасла. Его старший сын, Джеймс Генри Холлис Брэдфорд, позже изменил свою фамилию на Аткинсон в соответствии с завещанием Ральфа Аткинсона. Его брат, подполковник сэр Генри Холлис Брэдфорд, также был известным военным, раненным в Ватерлоо.